# 51-й Северокаролинский пехотный полк
51-й северокаролинский пехотный полк (51-е North Carolina Infantry Regiment) — один из пехотных полков армии Конфедерации во время Гражданской войны в США. Он сражался в основном на побережье Северной Каролины и знаменит участием в обороне форта Вагнер в июле 1863 года.

## Формирование
51-й северокаролинский был сформирован в Уилмингтоне 18 апреля 1862 года. Его роты были набраны в округах Камберленд, Сампсон, Далпин, Коламбус, Робсон и Нью-Хановер. Его первым полковником стал Джон Кантвелл, подполковником — Уильям Аллан.
Полк состоял из десяти рот:
- Рота A — из округа Нью-Хановер
- Рота B — «Warsaw Sapsons» — округа Далпин и Сэмпсон
- Рота C — «Duplin Stars» — округ Далпин
- Рота D — «Scotch Tigers» — округ Робсон
- Рота E — «Clay Valley Rangers» — округ Робсон
- РотаF — «Ashpole True Boys» — округ Робсон
- Рота G — округа Коламбус, Далпин и Брунсвик
- Рота H — «Columbus Light Infantry» — округ Коламбус
- Рота I — округа Камберленд и Сэмпсон
- Рота K — «Confederate Stars» — округ Сэмпсон

## Боевой путь
Лето 1862 года полк провёл около Уилмингтона и Кингстона, а 1 октября был включён в бригаду Томаса Клингмана. При этом полковник Кантвелл подал в отставку, и его место занял подполковник Аллен. В октябре и ноябре полк использовался в основном для пикетов и разведки около Ньюберна. 1 декабря бригаду Клингмана направили к Голдсборо, и 17 декабря она участвовала в сражении при Голдсборо-Бридж. В этом бою полк потерял 50 человек убитыми и ранеными.
Зимой подал в отставку полковник Аллен и его место занял Гектор МакКетан. Весной и летом 1863 года полк находился около Чарлстона, Саванны и Уилмингтона, а 10 июля всю бригаду Клингмана отправили к форту Вагнер на острове Морриса. 15 июля полк сменил защитников форта и 18 июля участвовал в обороне форта во время второго сражения за форт Вагнер. Полк отбил все атаки противника, потеряв 34 человека убитыми и 40 ранеными. На следующий день полк отвели на остров Салливана.